# مقاطعة بوتي (أيداهو)
مقاطعة بوتي (بالإنجليزية: Butte County)‏ هي إحدى مقاطعات ولاية أيداهو في الولايات المتحدة الأمريكية.